# Elizabeth Maitland
Elizabeth Murray, conocida como Elizabeth Maitland, (Westminster, 28 de septiembre de 1626-Londres, 5 de junio de 1698) fue una noble inglesa, duquesa de Lauderdale y segunda condesa de Dysart. Fue la hija mayor de William Murray y su esposa Catherine, los primeros condes de Dysart. Se crio en los círculos de la corte inglesa durante los años previos a la Guerra Civil  y recibió una educación completa de sus padres. Su primer marido fue Lionel Tollemache, con quien tuvo once hijos. En 1672, tres años después de la muerte de éste, se casó con John Maitland y obtuvo una posición destacada en la Restauración inglesa.
Después de la muerte de su padre, ostentó el título de condesa de Dysart por derecho propio. A partir de su nuevo matrimonio en 1672, también fue duquesa de Lauderdale. Fue famosa por la influencia política que ejerció y por su apoyo al rey Carlos II durante su exilio. Como asociada de la organización realista secreta conocida como Sealed Knot —Nudo Sellado—, apoyó activamente el regreso de la monarquía después de la ejecución de Carlos I. También fue una mecenas de artistas durante toda su vida, en particular de Peter Lely. Murió a la edad de 71 años en la casa de su familia, Ham House, cerca de Richmond, junto al Támesis, y está enterrada en la iglesia parroquial cercana.

## Biografía

### Primeros años
Elizabeth Murray fue la mayor de las cinco hijas de William Murray, primer conde de Dysart, y su esposa Catherine Bruce. Dysart era un amigo cercano y mayordomo de cámara de Carlos I. El nacimiento de Murray se asentó en el registro de bautismo de St. Martin-en-the-Fields en 1626. Durante ese año, sus padres se mudaron a Ham House, cerca de Richmond, junto al Támesis, donde pasó su infancia. Su padre se encargó de que recibiera una educación completa, lo cual era inusual para las mujeres de la época, y su madre se aseguró de que estuviera preparada para administrar un hogar de manera eficaz.

### Guerra Civil Inglesa y primer matrimonio
Durante la Guerra Civil Inglesa, su padre estuvo a menudo lejos de su familia por estar al servicio del Rey. Su madre aprovechó la oportunidad para viajar a lo largo del Támesis hasta la corte de Oxford, para pasar tiempo con su esposo y al mismo tiempo instruir a sus hijas en etiqueta. Elizabeth desarrolló una reputación de carisma y belleza, y Thomas Knyvett la describió como «... una muchacha bastante ingeniosa». Después de algunos años de buscar una pareja adecuada, se casó con sir Lionel Tollemache en 1648, elección prudente para la hija de un prominente realista dada su aparente falta de participación política, y que creó un matrimonio estable. Al año siguiente, Ham House pasó a manos de fideicomisarios administrados por Tollemache, para ayudar a proteger la propiedad de la amenaza de embargo.
Al comienzo de su matrimonio, vivieron en Fakenham Magna en Suffolk, una zona boscosa cerca de su propiedad familiar en Helmingham Hall y alejada de gran parte de la agitación de la guerra. Tuvieron once hijos, cinco de los cuales sobrevivieron hasta la edad adulta:
- Lionel Tollemache, tercer conde de Dysart, el hijo mayor, heredó el condado de Dysart tras la muerte de su madre en 1698.
- Thomas Tollemache, teniente general y diputado.
- Elizabeth Tollemache (1659-1735) se casó con Archibald Campbell, primer duque de Argyll.
- William Tollemache (1661-1694) fue capitán de la Marina Real británica.
- Catherine Tollemache se casó con James Stewart, lord Doune y, en segundo lugar, con John Gordon, decimosexto conde de Sutherland.

Elizabeth a menudo se estableció en Ham House después de la muerte de su madre en 1649. Conoció al parlamentario Oliver Cromwell, probablemente cuando el cuartel general de su ejército estaba ubicado en la cercana Kingston-upon-Thames en el verano de 1647, y el contacto le proporcionó apoyo para sus tendencias políticas. También utilizó esa amistad para abogar con éxito por la vida de John Maitland, el conde realista de Lauderdale, después de su captura en la batalla de Worcester. Desde 1653, estuvo afiliada a la organización realista secreta Sealed Knot. Mantuvo correspondencia con partidarios exiliados de Carlos II y visitó Europa con frecuencia para entregar cartas al Rey, a pesar de estar frecuentemente embarazada y bajo el estrecho escrutinio del Protectorado. Su dedicación a la causa la llevó a desarrollar un tipo de tinta invisible para utilizar en la correspondencia secreta.

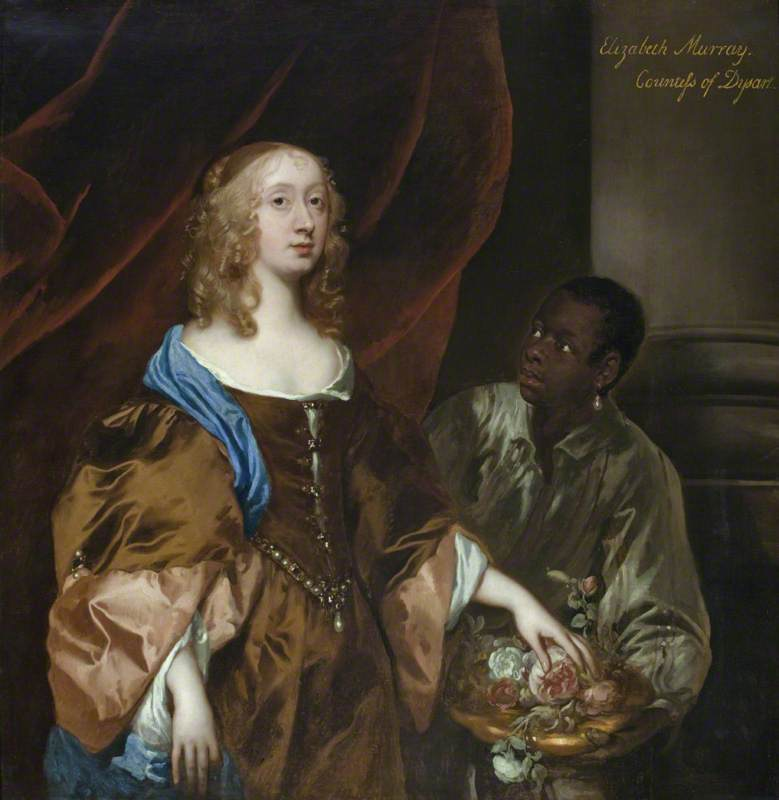
Lady Tollemache con un sirviente negro, c. 1651

Tras la muerte de su padre en 1655, heredó sus títulos y se convirtió en condesa de Dysart y lady Huntingtower por derecho propio. En septiembre de 1658, una de sus vecinas, Judith Isham, bromeó sobre su nuevo título y escribió que la gente «la llama "mi dama dulce", es muy agradable y expresa una extraordinaria sencillez con cada persona». Unos años más tarde, Elizabeth escribió a un pariente de ella, sir Robert Moray, para que la ayudara a rastrear el linaje de su familia para completar el establecimiento del escudo de armas de la misma. El resultado fue un pedigrí que le permitió rastrear su ascendencia hasta el rey Jacobo II de Inglaterra.
En 1660, cuando Carlos II fue coronado, la recompensó con una pensión anual de 800 libras esterlinas. A ella y a su marido también se les concedió la propiedad absoluta de 75 acres que rodean Ham House en reconocimiento al «servicio realizado por el difunto conde de Dysart y su hija». Sus enemigos la acusaron de brujería debido a su influencia política y fue objeto de acusaciones infundadas de haber tenido una relación con Cromwell.Su título como condesa de Dysart quedó asegurado mediante la emisión de nuevas patentes reales el 5 de diciembre de 1670, las cuales también confirmaron que las herederas mujeres podrían heredar el título en casos donde no existiera un heredero varón.

### Segundo matrimonio

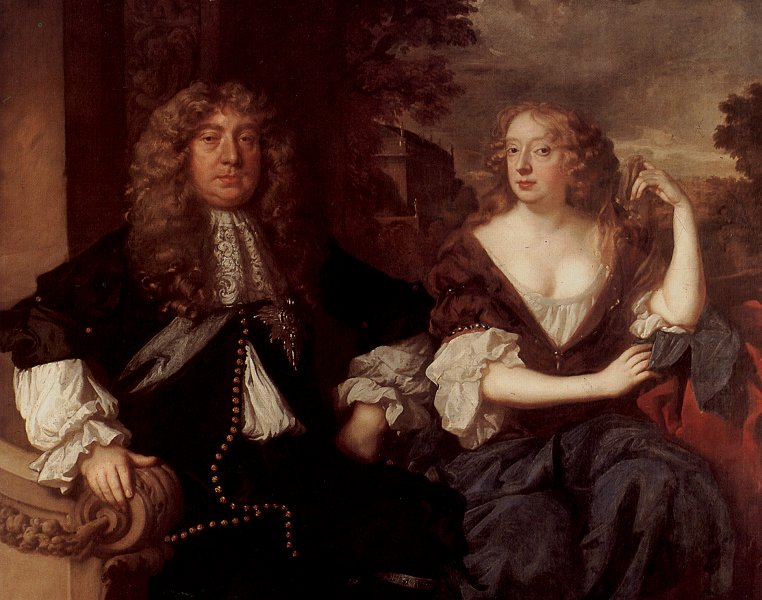
El duque y la duquesa de Lauderdale, obra de Peter Lely

En 1669, su marido Lionel murió en Francia y Elizabeth se convirtió en la única propietaria de Ham House, junto con otras propiedades, incluida Framsden Hall en Suffolk. Poco después de la muerte de Lionel, se convirtió en la amante de John Maitland, conde de Lauderdale, el noble y político escocés, y se involucró en las intrigas y luchas de poder de la Restauración inglesa a través de su influencia sobre él, como así también sobre otros aristócratas escoceses como William, duque de Hamilton. Elizabeth y John se casaron en febrero de 1672, después de la muerte de su primera esposa, de la que estaba separado, lady Anne Home, en diciembre de 1671. Recibió un ducado en mayo de 1672, que luego convirtió a Elizabeth en duquesa de Lauderdale. Fue miembro del Ministerio Cabal de Carlos II y fue nombrado secretario de Estado y alto comisionado para Escocia. Un mes después de su matrimonio, viajaron al norte de Escocia para la inauguración del Parlamento Escocés donde, desafiando la tradición, Elizabeth decidió acompañar a su marido. Su insistencia en conseguir sillas para ella y sus damas de honor fue motivo de comentarios y condenas. La pareja se hizo conocida por su influencia, riqueza y extravagancia.
En enero de 1671, escribió a su primo, el arquitecto escocés William Bruce, pidiéndole consejo sobre una nueva puerta de entrada a la explanada de Ham House en preparación para una visita planificada de Carlos II y su esposa, la reina Catalina de Braganza. Bruce se ofreció a enviarle un boceto de los pilares que sería una mejora de un diseño proporcionado por su albañil, John Lampen, con piedra escocesa suministrada por Robert Mylne. Después de algún retraso, las puertas de hierro fueron hechas en Inglaterra por Edward Harris y pintadas de azul con esmalte. Se peleó con Bruce por trabajos posteriores y en 1674 le escribió a un primo en común, el Conde de Kincardine, que «la insolencia de esa criatura es insoportable».
En 1673, ella y su marido iniciaron una serie de reformas en Ham House para ampliar y modernizar la propiedad según el último estilo. El relleno de la cara sur de la casa permitió la creación de un conjunto de cámaras reales en el primer piso, así como apartamentos separados para el Duque y la Duquesa en la planta baja. Poco después de la finalización de los apartamentos, Elizabeth encargó la creación de un baño en el sótano de la casa, una muestra de su atención a la higiene. Los esfuerzos por modernizar la casa y equiparla con muebles y obras de arte de lujo se utilizaron como expresión de su poder y riqueza.

### Últimos años
A principios de 1680, Elizabeth sufrió un severo ataque de gota que afectó su salud por el resto de su vida. Ese mismo año, la salud de John también se deterioró después de sufrir un derrame cerebral, así como ataques de escorbuto y cálculos en la vejiga. Renunció a sus cargos gubernamentales en septiembre, momento en el que su esposa lo cuidó en Ham House. La muerte de John Maitland en abril de 1682 precipitó una acción legal por parte de su cuñado, lord Tweedale, por sus deudas y gastos funerarios. Tweedale había insistido en un entierro ostentoso para su hermano y posteriormente envió la factura a Elizabeth, lo que desencadenó una disputa entre ellos que persistió hasta la década siguiente.
El Duque hipotecó Ham House para financiar la renovación de sus propiedades escocesas (especialmente su residencia favorita, el Castillo Thirlestane), que ahora había sido adjudicado a lord Tweedale en el testamento del Duque difunto, mientras que Ham House había sido devuelta a Elizabeth. La Duquesa vendió algunas de sus joyas, así como parte de la colección de libros del Duque difunto, para cubrir los intereses de las hipotecas. A pesar de los esfuerzos del hijo de lord Tweedale e incluso de Jacobo II, la disputa persistió hasta ser resuelta en los tribunales escoceses en junio de 1689, quienes exigieron a lord Tweedale que cubriera las deudas, al tiempo que asignaban a su viuda la responsabilidad de los gastos del funeral.

### Fallecimiento y legado

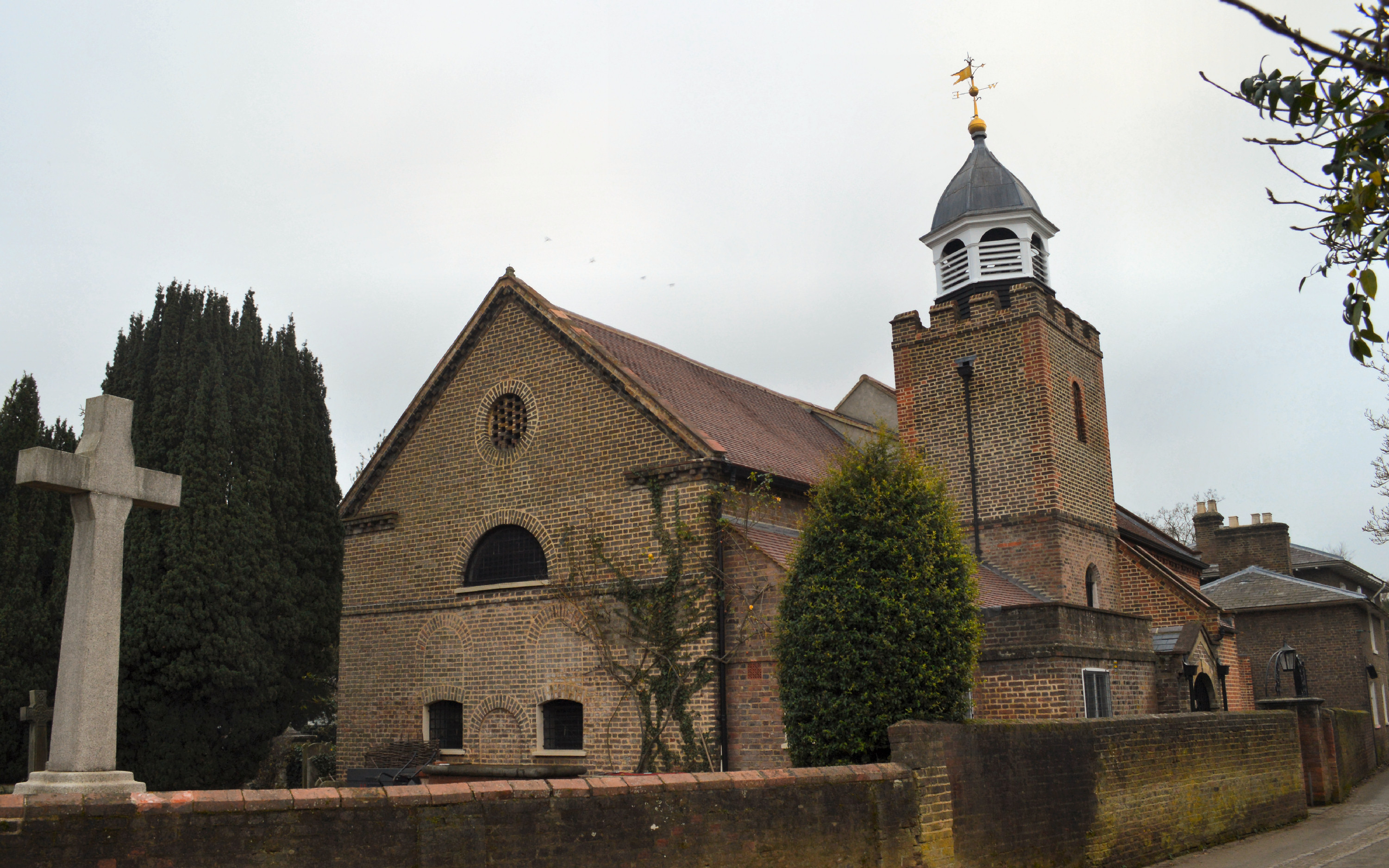
Iglesia de San Pedro, Petersham, donde está enterrada Elizabeth Murray

Elizabeth sufrió de gota durante muchos años, lo que limitó su movilidad hasta que estuvo confinada en gran medida a la planta baja de Ham House. A pesar de eso, mantuvo una rápida correspondencia con amigos y familiares, ya que estaba muy interesada en las noticias de la corte. En 1694 sufrió la pérdida de sus hijos Thomas y William.
Murió a la edad de 71 años el 5 de junio de 1698 en Ham House. Está enterrada, según sus deseos, con otros miembros de la familia Dysart en una bóveda bajo el presbiterio de la iglesia parroquial de Petersham.
Elizabeth Murray fue descrita por primera vez en la literatura popular en el libro de 1975 de Doreen Cripps, Elizabeth of the Sealed Knot, que se basó en una investigación dentro de los archivos de la familia Tollemache. Varios artistas pintaron varios retratos suyos a lo largo de su vida, entre ellos Peter Lely, John Weesop, Joan Carlile y Benedetto Gennari. Su patrocinio de Lely se extendió durante décadas, con cuatro pinturas de ella, incluido el retrato doble con John Maitland que permanece expuesto en Ham House.